# مترامیت
مترامیت  (به انگلیسی: Mottramite) با فرمول شیمیایی  از مجموعه کانی هاست و دارای شکستگی ناصاف - حل شونده در اسیدهااست. از مکانی بنام Mottram در انگلستان گرفته شده‌است. حل شونده در اسیدها PbO:۵۵٫۳۰٪ ZnO:۱۰٫۰۸٪ CuO:۹٫۸۶٪ V2O۵:۲۲٫۵۳٪ H2O:۲٫۲۳٪ برای اولین بار در نامیبی کشف شد و از نظر شکل بلور: منشوری - ورقه ای، رنگ: سبز روشن یا تیره - سیاه، شفافیت: شفاف - غیر شفاف، شکستگی: ناصاف، جلا: چرب - الماسی، رخ: ندارد، سیستم تبلور: ارترومبیک و در رده‌بندی وانادات است و منشأ تشکیل آن ثانوی - ناحیه اکسیداسیون است.
همایند کانی‌شناسی (پارانژ) آن دسکلوزیت- سروزیت- پیرومورفیت- وانادینیت است
، از نظر ژیزمان بلور- اگرگات الیافی- درخشان کمیاب است و بیشتر در آلمان غربی، اطریش، بریتانیای کبیر، ایتالیا و آمریکا یافت می‌شود.

## نگارخانه

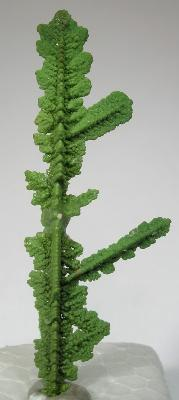
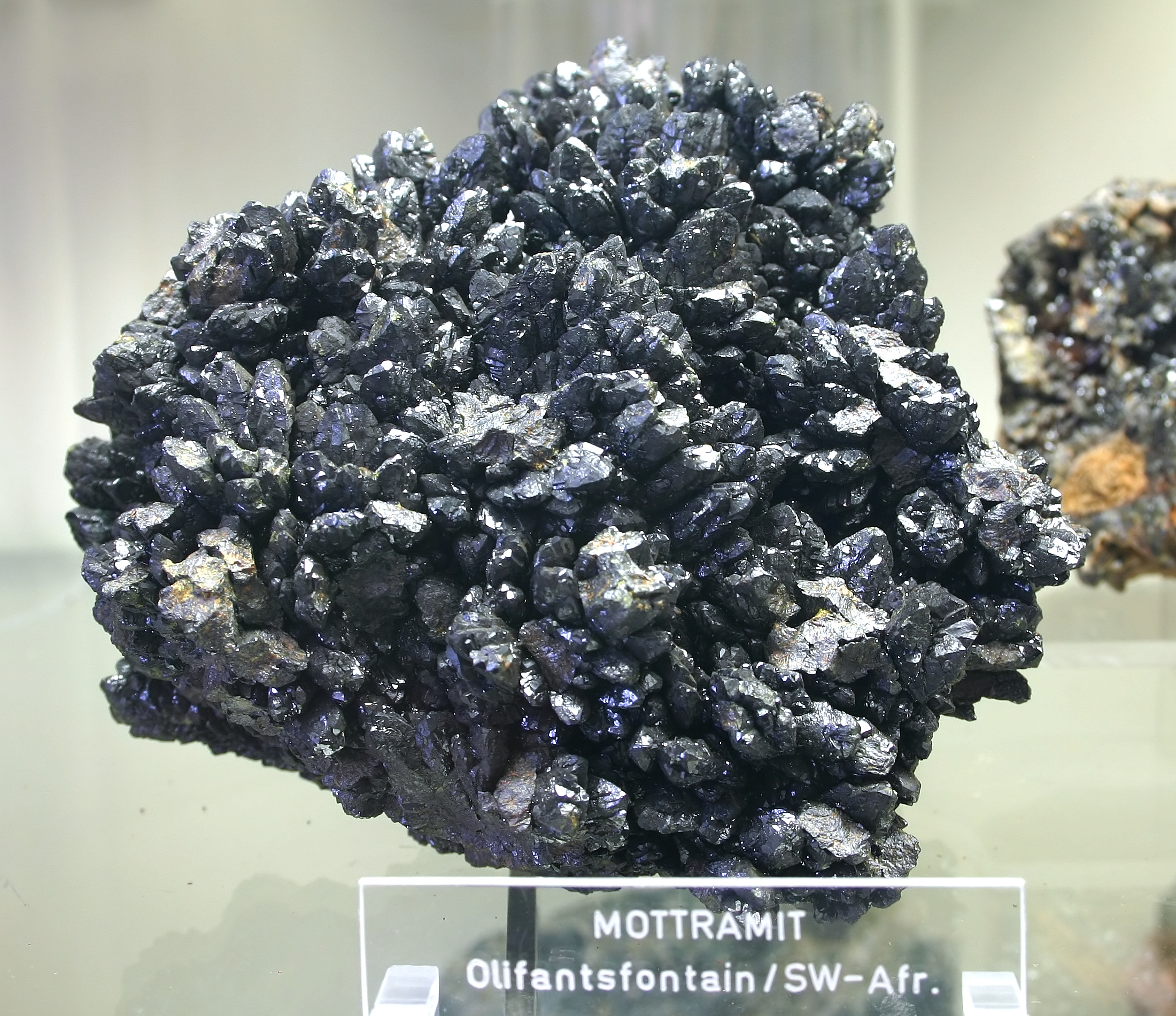